# Paul Hentzner
Paul Hentzner (Krosno Odrzańskie, 29 gennaio 1558 – 1º gennaio 1623) è stato un avvocato tedesco che pubblicò una relazione sui suoi viaggi in Inghilterra durante la tarda epoca elisabettiana.

## Biografia
Hentzner nacque a Krosno Odrzańskie, nel Margraviato del Brandeburgo. Nel 1596, divenne il tutore di un giovane nobile slesiano, e negli anni seguenti andarono a fare un tour di tre anni in Svizzera, Francia, Inghilterra e Italia. Nel 1559 visitò la tomba di Rosamund Clifford, amante di Enrico II d'Inghilterra, riportando l'iscrizione tombale.  Nel 1612, Hentzner pubblicò una relazione dei suoi viaggi in latino, con il titolo di Itinerarium Germaniae, Galliae, Angliae, Italiae, cum Indice Locorum, Rerum atque Verborum. 
Una parte del suo lavoro sull'Inghilterra fu tradotto in inglese da Richard Bentley e pubblicato da Horace Walpole. Nel 1797, la relazione denominata I viaggi di Hentzner in Inghilterra fu pubblicata con Fragmenta Regalia di Sir Robert Naunton in un volume, con note del traduttore e l'editore.